# ファザー・タイム
「ファザー・タイム」 ("Father Time")はストラトヴァリウスの5枚目のシングル。アルバム『エピソード』からのシングルカットされた楽曲である。日本版として発売された初のシングルである。ライブを盛り上げるスピードチューンとして現在も演奏されている。
作曲ティモ・トルキ,作詞ティモ・コティペルト,リチャード・ヨハンソン 
3曲目はRainbowのカヴァー。4曲目はファーストアルバム『フライト・ナイト』に収録されているティモ・トルキによるヴォーカル曲でありファーストシングルをティモ・コティペルトのヴォーカルで再録したものである。

## 収録曲
1. "Father Time" (5:01)
2. "Uncertainty" (5:58)
3. "Kill the King (Rainbow cover)" (4:35)
4. "Future Shock '96"